# Ганслик, Эдуард
Эдуа́рд Га́нслик (нем. Eduard Hanslick; 11 сентября 1825, Прага, — 6 августа 1904, Баден) — австрийский музыковед и музыкальный критик.

## Биография
Ганслик родился в семье учителя музыки, женившегося на одной из своих учениц, и с юных лет занимался частным образом под руководством Вацлава Томашека. Учился на юридическом факультете факультете Пражского, а затем Венского университета; на протяжении трёх лет работал юристом в Клагенфурте, однако затем решительно предпочёл карьеру музыкального критика. Дебютировав в этом качестве в 1846 году, он с 1848 года сотрудничал с Wiener Zeitung, затем с 1853 года — с Die Presse и наконец в 1864—1901 годах был музыкальным обозревателем газеты Neue Freie Presse, став одним из наиболее авторитетных критиков Австрии и Европы. Собрание статей Ганслика было издано в 13 томах. Он также читал лекции по теории и истории музыки в Венском университете, c 1861 года был профессором и в конце концов получил докторскую степень honoris causa. Ганслик выступал и с публичными лекциями о музыке во многих городах Австрии, Чехии и Германии.

## Творческая деятельность
Ганслик создал собственную теорию эстетики, которую изложил в своём труде «О музыкально-прекрасном» (нем. Vom Musikalisch-Schönen, первые изданном в Лейпциге в 1854 году. Центральным для его музыкально-эстетической теории стало понятие абсолютной музыки (особенно см. главы 3 и 7 книги). В эстетической концепции Ганслика музыковеды находят немало противоречий, наибольшее сочувствие у музыкантов вызывала его полемика с дилетантизмом, отождествляющим содержание музыки с тем, что под неё «переживается».
Как музыковед и музыкальный критик Ганслик пропагандировал наследие И. С. Баха и Г. Ф. Генделя; Л. Бетховена он сравнивал с У. Шекспиром — как художника, с наибольшей полнотой выразившего дух времени. Если молодость Ганслика прошла под знаком увлечения музыкой Рихарда Вагнера, с которым он познакомился в 1845 году, то в дальнейшем он стал убеждённым противником Вагнера и вагнерианства, другом и сподвижником Иоганнеса Брамса. Критической атаке Ганслика подвергались также сочинения Ференца Листа, П. И. Чайковского, Н. А. Римского-Корсакова, Антона Брукнера, Гуго Вольфа.
В России идеи Ганслика разделял и развивал Г. А. Ларош.

## Издания на русском языке
- О прекрасном в музыке. М., 1885
- О музыкально-прекрасном. Рус. перевод Г. А. Лароша. М., 1910.